# Haute Autorité pour la transparence de la vie publique
La Haute Autorité pour la transparence de la vie publique (HATVP) est une autorité administrative indépendante (AAI) française créée par la loi relative à la transparence de la vie publique du 11 octobre 2013 en remplacement de la Commission pour la transparence financière de la vie politique.
La Haute Autorité est chargée de recevoir, contrôler, avec l’administration fiscale, et publier les déclarations de situation patrimoniale et les déclarations d’intérêts de certains responsables publics. Elle peut également être consultée par ces derniers sur des questions de déontologie et de conflit d'intérêts relatifs à l’exercice de leur fonction et émettre des recommandations à la demande du Premier ministre ou de sa propre initiative.

## Historique

### Situation antérieure à la création
Jusqu’en 1988, la lutte contre les atteintes à la déontologie de la vie politique repose essentiellement sur la répression pénale de délits tels que la concussion, la corruption, la prise illégale d’intérêts ou le favoritisme. Il n’existe pas de moyens de prévention.
En 1988, après l’affaire Luchaire, la première loi de transparence est promulguée. Elle met en place le financement public des partis politiques, et l’obligation, pour les élus locaux et les membres du gouvernement, d’une déclaration de situation patrimoniale adressée à la Commission pour la transparence financière de la vie politique nouvellement créée,,,,.
En 1994, le groupe de travail parlementaire « politique et argent » dirigé par Philippe Séguin, formule dix-huit propositions préconisant notamment la réduction du plafond des dépenses électorales et une réforme du statut des partis politiques, l’extension de l'obligation de déclaration de patrimoine à de nouveaux élus et à des personnes non élues mais exerçant des fonctions publiques ainsi qu’ un renforcement des incompatibilités entre fonctions politiques et professionnelles.
En 2011 et 2012, les rapports de la commission de réflexion pour la prévention des conflits d’intérêts dans la vie publique (Commission Sauvé) et de la commission pour la rénovation et la déontologie de la vie publique (Commission Jospin) préconisent tous les deux d’introduire dans le droit français une définition précise de la notion de conflits d’intérêts, et de développer des mécanismes de prévention des conflits d’intérêts dans la sphère publique, grâce notamment à la mise en place de déclarations d’intérêts. Ils proposent également la création d’une autorité déontologique indépendante, aux pouvoirs et aux moyens rénovés.

### 2013: création
En 2013 l’affaire Cahuzac va accélérer la mise en place des mesures de transparence. Alors que les membres du gouvernement rendent publiques leurs déclarations de patrimoine, la création de la Haute autorité est annoncée le 10 avril 2013 par le président de la République, François Hollande. Les lois relatives à la transparence de la vie publique sont promulguées le 11 octobre de la même année. 
En septembre 2014, après la nomination du gouvernement Valls II, la vérification de la situation fiscale de Thomas Thévenoud révèle que, depuis 2012, il déclarait ses revenus et payait ses impôts avec un retard systématique et troublant. Il démissionne immédiatement. Un nouveau rapport est demandé par le président de la République au président de la Haute Autorité Jean-Louis Nadal. Remis le 7 janvier 2015 et intitulé « Renouer la confiance publique », il comporte vingt propositions qui s’articulent autour de quatre axes : guider l’action des responsables publics, associer et informer le citoyen, garantir le juste usage des moyens publics et améliorer la sanction des manquements à l’exemplarité. Il préconise notamment la vérification des déclarations fiscales des candidats à la fonction de ministre avant leur nomination, et d’étendre les principes déontologiques prévus par la loi aux fonctionnaires et aux magistrats de l’ordre judiciaire.

### Extensions des missions et des responsabilités soumises à déclaration
En 2016, les obligations de déclaration sont étendues à certains hauts-fonctionnaires et aux membres du Conseil supérieur de la magistrature. Il était prévu une déclaration de patrimoine pour certains magistrats et pour les membres du Conseil constitutionnel mais ces mesures ont été censurées par le Conseil constitutionnel,. Par ailleurs, la loi du 9 décembre 2016 relative à la transparence, à la lutte contre la corruption et à la modernisation de la vie économique dite « loi Sapin 2 » instaure un répertoire numérique assurant l’information des citoyens sur les relations entre les représentants d’intérêts et les pouvoirs publics. C'est ainsi que pour la première fois, la Haute Autorité pour la transparence de la vie publique a rendu publiques les déclarations de patrimoine des candidats à l’élection présidentielle.
Les lois pour la confiance dans la vie politique de 2017 donnent à la Haute autorité de nouvelles missions concernant les emplois familiaux et sur l’obligation pour les candidats à l’élection présidentielle de déclarer leurs intérêts, en plus de leur patrimoine.
La loi du 6 août 2019 de transformation de la fonction publique transfère à la Haute autorité les missions anciennement confiées à la Commission de déontologie de la fonction publique.
La loi du 25 juillet 2024 visant à prévenir les ingérences étrangères en France, inspirée du Foreign Agents Registration Act américain, créé un nouveau registre numérique sur les activités d’influence étrangère ayant pour but d'influer sur la décision publique ou sur la conduite des politiques publiques.

## Déclarations d'intérêts et de patrimoine
Les personnes suivantes adressent une déclaration de situation patrimoniale et une déclaration d’intérêts au président de la Haute Autorité pour la transparence de la vie publique :
- les candidats à l’élection présidentielle : leurs déclarations sont rendues publiques au moins quinze jours avant le premier tour[J 10] ;
- les membres du gouvernement : leurs déclarations d’intérêts et de patrimoine sont rendues publiques sur le site internet de la Haute Autorité[Loi 1],[J 11], en pratique des vérifications peuvent être faites avant la nomination d’un ministre[9] ;
- les députés, les sénateurs, les déclarations d’intérêts et d’activité sont rendues publiques sur le site de la Haute Autorité, les déclarations de patrimoine sont consultables par les électeurs en préfecture[Loi 2],[Loi 3] ;
- les députés français au Parlement européen, les déclarations d’intérêts (et de patrimoine à compter de 2019) sont rendues publiques sur le site internet de la Haute Autorité[Loi 4] ;
- les présidents de conseil régional, de l’assemblée de Corse, du conseil exécutif de Corse, de l’assemblée de Guyane, de l’assemblée de Martinique, du conseil exécutif de Martinique, d’une assemblée territoriale d’outre-mer, de conseil départemental, du conseil de la métropole de Lyon, d’un exécutif d’une collectivité d’outre-mer, de maire d’une commune de plus de 20 000 habitants ou de président élu d’un établissement public de coopération intercommunale dont la population excède 20 000 habitants ou dont le montant des recettes de fonctionnement figurant au dernier compte administratif est supérieur à cinq millions d’euros, ainsi que tout élu titulaire d’une délégation de signature, les déclarations d’intérêts sont rendues publiques sur le site internet de la Haute Autorité[Loi 4] ;
- les membres des cabinets ministériels et les collaborateurs du président de la République, du président de l'Assemblée nationale et du président du Sénat[Loi 4] ;
- les membres des collèges et, le cas échéant, les membres des commissions investies de pouvoirs de sanction, ainsi que les directeurs généraux et secrétaires généraux et leurs adjoints des autorités administratives indépendantes et des autorités publiques indépendantes[Loi 4] ;
- toute autre personne exerçant une fonction nommée en Conseil des ministres[Loi 4] ;
- les directeurs, directeurs adjoints et chefs de cabinet des autorités territoriales[Loi 4] ;
- les présidents et directeurs des établissements publics de l’État à caractère industriel et commercial, des sociétés où la participation de l’État ou des collectivités est majoritaire[Loi 4] ;
- les membres du Conseil supérieur de la magistrature[J 12] ;
- les présidents des fédérations sportives délégataires de service public et des ligues professionnelles ainsi que les présidents du Comité national olympique et sportif français et du Comité paralympique et sportif français et les représentants légaux des organismes chargés de l'organisation d'une compétition sportive internationale[Loi 4].

Les personnes suivantes adressent une déclaration de situation patrimoniale au président de la Haute Autorité :
- certains fonctionnaires ou militaires (chef de service, sous-directeur, dirigeant de certains établissements publics à caractère administratif, secrétaire général aux affaires régionales, directeur général des services des régions, des départements ainsi que des communes de plus de 150 000 habitants…)[J 13],[J 14].

Les membres du Conseil économique, social et environnemental adressent une déclaration d’intérêt au président de la Haute Autorité.
L’absence de déclaration ou les omissions et fausses déclarations sur celle-ci entraîne une action publique et est puni d’une peine de trois ans d’emprisonnement et de 45 000 € d’amende.
D’autres déclarations sont prévues, sans passer par la Haute Autorité, pour le président de la République sortant, certains fonctionnaires et militaires,, les magistrats et les juges des tribunaux de commerce.
La HATVP édite un Guide du déclarant pour les déclarations de patrimoine et d'intérêts.

## Missions et décisions
La Haute Autorité exerce divers types de missions.

### Prévention des conflits d’intérêts des principaux dirigeants publics
Pour la première fois, la loi donne une définition de conflit d’intérêts dans l’article 2 de la loi no 2013-907 du 11 octobre 2013 relative à la transparence de la vie publique. Est donc considéré comme conflit d’intérêts « toute situation d’interférence entre un intérêt public et des intérêts publics ou privés qui est de nature à influencer ou paraître influencer l’exercice indépendant, impartial et objectif d’une fonction ».
La Haute Autorité reçoit les déclarations d’intérêts, en assure la vérification, le contrôle et, le cas échéant, la publicité. La déclaration d’intérêts recense les liens d’intérêts provenant, des participations financières détenues ou des participations aux organes dirigeants d’organismes publics ou privés, des activités bénévoles, des activités professionnelles du conjoint du déclarant.
La Haute Autorité se prononce sur les situations pouvant constituer un conflit d’intérêts. Ainsi, en juin 2014, un conseiller du cabinet du Garde des Sceaux, qui continuait en même temps son métier d’avocat au Conseil d’État et à la Cour de cassation, a dû quitter ses fonctions après avoir été alerté par la Haute Autorité sur un « conflit d’intérêts apparent ».
Elle répond aux demandes d’avis des déclarants sur les questions d’ordre déontologique qu’ils rencontrent dans l’exercice de leur mandat ou de leurs fonctions. Ces avis, ainsi que les documents sur la base desquels ils sont rendus, ne sont pas rendus publics. Dans ce cadre, la médiatrice du crédit a choisi par exemple de quitter ses fonctions à la date à laquelle son époux est devenu le président du groupe BNP Paribas en décembre 2014.
Elle contrôle également le « pantouflage » des anciens membres du Gouvernement, de certains anciens élus locaux (maires et présidents d’exécutifs) ainsi que des anciens membres d’autorités administratives ou publiques indépendantes. Elle se prononce sur la compatibilité de l’exercice d’une activité libérale ou d’une activité rémunérée au sein d’un organisme ou d’une entreprise exerçant son activité dans un secteur concurrentiel conformément aux règles du droit privé avec des fonctions gouvernementales ou des fonctions exécutives locales. Pendant une durée de trois ans, la Haute Autorité examine si les nouvelles activités privées que ces personnes envisagent d’exercer sont compatibles avec leurs anciennes fonctions. Lorsqu’elle identifie des difficultés, elle peut rendre un avis d’incompatibilité, qui empêche la personne d’exercer l’activité envisagée, ou de compatibilité sous réserves, dans lequel elle impose des mesures de précaution. La loi prévoit que la Haute Autorité peut publier les avis.

### Surveillance de l'évolution des patrimoines des principaux responsables publics
La Haute Autorité reçoit, en début et en fin de mandat, les déclarations de situation patrimoniale, en assure la vérification, le contrôle et, le cas échéant, la publicité. Le patrimoine comprend les biens immobiliers, les valeurs mobilières, les assurances vie, les comptes bancaires ou encore les véhicules, ainsi que les emprunts en cours et les dettes.
En juin 2014, la Haute Autorité a par exemple signifié au secrétaire d'État chargé des relations avec le Parlement qu’il avait initialement sous-évalué certains de ses biens immobiliers. Après un échange contradictoire avec les services de la Haute Autorité, l’intéressé les a réévalués,. Cette dernière a tout de même publié la déclaration de l'intéressé avec une appréciation, c’est-à-dire une « observation que fait la Haute Autorité sur le contenu d’une déclaration à la lumière des informations qu’elle a recueillies ».

### Signalement des entorses aux obligations déclaratives
Lorsque la Haute Autorité constate qu’une personne ne respecte pas les obligations prévues, elle en informe :
- le président de la République, lorsqu’il s'agit du Premier ministre ;
- le président de la République et le Premier ministre, lorsqu’il s'agit d’un autre membre du gouvernement ;
- le bureau de l’Assemblée nationale ou du Sénat ;
- le président du Parlement européen, lorsqu’il s'agit d’un représentant français au Parlement européen ;
- le président de l’assemblée délibérante ;
- l’autorité de nomination ;
- le président de l’autorité administrative indépendante ou de l’autorité publique indépendante, ainsi que l’autorité de nomination ;
- le ministre qui a autorité ou qui exerce la tutelle sur l’organisme concerné[J 20],[Loi 11].

La Haute Autorité est une administration comme les autres, tenue d’appliquer l’article 40 du code de procédure pénale. Autrement dit, elle doit porter les faits susceptibles de constituer des infractions pénales (comme une déclaration de patrimoine irrégulière) à la connaissance du procureur de la République. Auparavant, elle permet à l’élu, dont la déclaration de patrimoine lui paraît suspecte, de présenter ses observations : si elle n’est pas satisfaite par les explications fournies, elle effectue un signalement au procureur de la République.
Lorsqu’une personne ayant exercée une responsabilité publique et pratique une activité privée en méconnaissance d’un avis de la Haute autorité, cette dernière informe le parquet de la situation de conflit d’intérêts dont elle a connaissance et qui perdure malgré une mise en demeure adressée à l’intéressée.
La Haute Autorité est chargée de superviser la procédure de vérification fiscale qui s’applique dès la nomination d’un ou plusieurs nouveaux membres du Gouvernement. L’administration fiscale informe la Haute Autorité des investigations mises en œuvre et cette dernière peut également demander des informations ou mesures complémentaires. Au terme de la procédure, l’administration fiscale informe la Haute Autorité de ses conclusions et, le cas échéant, des suites qu’elle entend donner.

### Emplois familiaux
Depuis 2017, certains élus ne peuvent employer les membres proches de leur famille dans leur cabinet. L'emploi de membres plus éloignés doit être signalé à la Haute Autorité,,,,,.

### Relations avec les représentants d'intérêts
La haute autorité rend public un répertoire numérique qui assure l’information des citoyens sur les relations entre les représentants d’intérêts et les pouvoirs publics.
Tout représentant d'intérêts communique à la Haute Autorité pour la transparence de la vie publique les informations suivantes :
- son identité ;
- le champ de ses activités de représentation d'intérêts ;
- les actions relevant du champ de la représentation d’intérêts menées auprès des pouvoirs publics, en précisant le montant des dépenses liées à ces actions ;
- le nombre de personnes qu’il emploie dans l’accomplissement de sa mission de représentation d’intérêts et, le cas échéant, son chiffre d’affaires ;
- les organisations professionnelles ou syndicales ou les associations en lien avec les intérêts représentés auxquelles il appartient[Loi 13].

La haute autorité met à disposition des représentants d’intérêts des lignes directrices destinées à les aider dans leurs démarches et à les informer sur les éléments pouvant faire l’objet d’un contrôle. Elles précisent notamment la définition du représentant d’intérêts ainsi que les informations à déclarer.
Dans le bilan que dresse l'institution en janvier 2018, elle indique que 816 représentants d'intérêts se sont inscrits au répertoire dans le délai légal imparti. 36 % d'entre eux sont des sociétés civiles ou commerciales, 40 % des organismes représentatifs tels des syndicats, 14 % des ONG et 8 % des cabinets d'avocats.

### Rôle de proposition et d'information des pouvoirs publics
La Haute autorité dispose de la faculté d’émettre des propositions et des recommandations auprès du Premier ministre et des autorités publiques intéressées qu’elle détermine. Elle définit, à ce titre, des recommandations portant sur les relations avec les représentants d’intérêts et la pratique des libéralités et avantages donnés et reçus dans l’exercice des fonctions et mandats des personnalités assujetties aux obligations déclaratives.
Dans ce cadre, en janvier 2015, son président a remis au président de la République un rapport sur l’exemplarité des responsables publics.En 2016, elle a notamment rendu un rapport sur « Les clubs parlementaires » à la demande du président de l’Assemblée Nationale, un autre sur « La déontologie dans les établissements publics culturels » à la demande de la ministre de la culture ainsi qu’un rapport intitulé « Open data & intégrité publique » à l’occasion du sommet du Partenariat pour un Gouvernement Ouvert (PGO) organisé à Paris en décembre.
La Haute autorité remet chaque année un rapport public au chef de l’État, au chef du Gouvernement et au Parlement, en l'application de l'article 21 de la loi no 2017-55 du 20 janvier 2017, dans lequel elle rend compte de l’exécution de ses missions. Ce rapport est publié au Journal officiel. Le tout premier rapport d'activité de la Haute Autorité, portant sur ses deux premières années d'existence (2014 et 2015), a été remis au président de la République en février 2016,. Les rapports d'activités suivants ont été rendus :
- pour 2016, le 11 avril 2017[hatvp 16]

- pour 2017[hatvp 17]

- pour 2018[hatvp 18]

- pour 2019[hatvp 19]

- pour 2020, le 3 juin 2021[hatvp 20]

- pour 2021, le 29 avril 2022[hatvp 21]

- pour 2022, le 31 mai 2023[hatvp 22]

- pour 2023, le 29 mai 2024[hatvp 23]

### Agrément des associations de lutte contre la corruption
La Haute Autorité est habilitée à agréer certaines associations se proposant, dans leurs statuts, de lutter contre la corruption et les conflits d’intérêts. Ces associations ont la possibilité de saisir la Haute Autorité lorsqu’elles ont connaissance d’une situation ou des faits qui sont susceptibles de constituer un manquement aux différentes obligations prévues par la loi. La procédure et les critères d’agrément sont détaillés dans son règlement intérieur.
Depuis sa création, la Haute Autorité a agréé les associations suivantes :
- Transparency International France (en juin 2014, renouvelé le 31 mai 2017)[hatvp 24] ;
- Sherpa International (décembre 2014)[hatvp 25] ;
- Association pour une démocratie directe (juillet 2015)[hatvp 26] ;
- Anticor (janvier 2016)[hatvp 27].

### Coopération internationale
La Haute Autorité fait partie d’un réseau de coopération internationale appelé « Réseau pour l’intégrité ». Ce réseau regroupe 14 institutions issues d’Arménie, de Côte d’Ivoire, de Croatie, de France, de Géorgie, de Grèce, de Lettonie, du Mexique, du Pérou, de Corée, de Moldavie, de Roumanie, d’Ukraine et du Sénégal qui partagent un statut non-juridictionnel, une indépendance vis-à-vis des pouvoirs exécutif et législatif et des missions liées à la transparence, l’éthique ou l’intégrité des responsables publics. Fondé sur le partage d’expériences et la coopération technique, ce réseau a pour objectif de promouvoir une culture de l’intégrité, afin de contribuer au renforcement de la confiance que les citoyens placent dans leurs gouvernements et leurs administrations.
Depuis 2021, la Haute Autorité assure le secrétariat du Réseau des registres européens du lobbying.

## Organisation et moyens

### Collège
Le président de la Haute Autorité est nommé par décret du président de la République après avis de la commission des Lois constitutionnelles, de la Législation et de l'Administration générale de la République de l’Assemblée nationale et de la commission des Lois constitutionnelles, de législation, du suffrage universel, du Règlement et d'administration générale du Sénat,,,.
Le président fixe l’ordre du jour et convoque la haute autorité. Il a voix prépondérante en cas de partage égal des voix lors du vote des délibérations.
| Identité                        | Période           | Période           |
| Identité                        | Début             | Fin               |
| ------------------------------- | ----------------- | ----------------- |
| Jean-Louis Nadal                | 19 décembre 2013  | 19 décembre 2019  |
| Didier Migaud,                  | 31 janvier 2020   | 21 septembre 2024 |
| Par intérim : Patrick Matet (d) | 24 septembre 2024 | 31 mars 2025      |
| Jean Maïa                       | 1er avril 2025    |                   |

Les membres du collège sont :
| Nom                            | Qualité | Date de nomination |
| ------------------------------ | --- | ------------------ |
| Jean Maïa                      | Président | avril 2025         |
| Rémi Bouchez                   | conseiller d'État, élu par l'assemblée générale du Conseil d'État                                                      | décembre 2023      |
| Catherine Brouard-Gallet (d)   | conseillère d’État, élue par l’assemblée générale du Conseil d’État                                                    | mars 2024          |
| Patrick Matet (d)              | conseiller à la Cour de cassation, élu par l’ensemble des magistrats du siège hors hiérarchie de la cour               | décembre 2019      |
| Martine Provost-Lopin          | conseillère à la Cour de cassation, élue par l’ensemble des magistrats du siège hors hiérarchie de la cour             | décembre 2019      |
| Gérard Terrien (d)             | conseiller-maître à la Cour des comptes, élu par la chambre du Conseil                                                 | décembre 2021      |
| Dominique Dujols (d)           | conseillère-maître à la Cour des comptes, élue par la chambre du Conseil                                               | décembre 2021      |
| Fabrice Melleray               | personnalité qualifiée nommée par la présidente de l’Assemblée nationale après avis conforme de la commission des Lois | septembre 2023     |
| Florence Ribard (d)            | personnalité qualifiée nommée par le président de l’Assemblée nationale après avis conforme de la commission des Lois  | février 2020       |
| Anne Levade                    | personnalité qualifiée nommée par le président du Sénat après avis conforme de la commission des Lois                  | janvier 2020       |
| Philippe Ingall Montagnier (d) | personnalité qualifiée nommée par le président du Sénat après avis conforme de la commission des Lois                  | février 2025       |
| Sabine Lochmann (d)            | nommée par le Gouvernement                                                                                             | février 2020       |
| Laurent Trupin                 | nommé par le Gouvernement                                                                                              | février 2025       |

Les six membres élus le sont selon les principes de la parité femme-homme. Le mandat est de six ans, non renouvelable.
Les membres du collège sont soumis aux obligations déclaratives prévues par la loi sur la transparence de la vie publique, ils déposent donc des déclarations de situation patrimoniale et d’intérêts. Ces déclarations sont contrôlées et publiées sur le site internet de la HATVP.

### Administration
Le secrétaire général de la Haute Autorité, nommé par arrêté du Premier ministre, est chargé de la direction et du fonctionnement des services, dont il assure la gestion administrative et financière sous l’autorité du président,.
La Haute Autorité est assistée de rapporteurs et peut bénéficier de la mise à disposition de fonctionnaires.
Le budget de la Haute Autorité est l’action 10 du programme 308 « Protection des droits et des libertés » de la mission « Direction de l’action du gouvernement ». La loi de finances initiale pour 2014 a attribué à la Haute Autorité vingt emplois temps plein travaillés (ETPT) et une dotation de 3 750 000 € en autorisations d’engagement et 2 850 000 € en crédits de paiement. Ce plafond d'emplois s'est rapidement révélé insuffisant et a nécessité un réajustement en 2015 et en 2016. Pour 2017, la Haute Autorité comptait 50 ETPT et disposait d’un budget de 6 152 344 euros en autorisations d’engagement (AE) et en crédits de paiements (CP), dont 4 147 108 euros affectés aux dépenses de personnels et 2 005 236 euros aux dépenses de fonctionnement. Dans le projet de loi de finances pour 2018, le budget et le plafond d’emploi sont stables. En 2023, la Haute Autorité compte 71 agents et dispose d'un budget de près de 10 millions d'euros.
Le rapport 2023 fait apparaître l'insuffisance des moyens de l'institution pour faire face à ses missions. Didier Migaud, son président, le relève dans une déclaration au journal Le Monde, en y déplorant aussi l'absence de pouvoir de sanction administrative de cette autorité administrative.

## Affaires ouvertes
Le nombre de dossiers transmis à la justice par la Haute Autorité entre 2014 et 2020 s’élève à 112, dont 80 font toujours l’objet d’investigations, pour 32 condamnations ou mesures alternatives aux poursuites (composition pénale, rappel à la loi). Ainsi,
- Yasmina Benguigui (ministre) est condamnée en appel à un an d'inéligibilité et deux mois de prison avec sursis et 5 000 € d'amende pour omissions dans ses déclarations de patrimoine et d’intérêts entre 2012 et 2014[25].
- Lucien Degauchy (député) est condamné à quatre mois d'emprisonnement avec sursis et 30 000 € d'amende pour omission d'avoirs détenus à l'étranger[26].
- Josette Pons (députée) a plaidé coupable d'avoir sous-évalué son patrimoine de plus de deux millions d'euros dans sa déclaration de 2014. Elle est condamnée en 2016 à une amende de 45 000 € pour ces faits[27].
- Bruno Sido (sénateur) est condamné définitivement à six mois de prison avec sursis et 6 000 € d'amende pour omission dans sa déclaration de patrimoine et blanchiment de fraude fiscale[28].
- Dominique Tian (député) est condamnée à 18 mois de prison avec sursis, cinq ans d'inéligibilité et 900 000 € d'amende pour déclaration mensongère de patrimoine et blanchiment de fraude fiscale[29].
- François-Xavier Villain (député) est condamné à deux mois de prison avec sursis et 100 000 € d'amende pour déclaration mensongère de patrimoine[30].
- Patrick Balkany est condamné pour blanchiment aggravé de fraude fiscale et déclaration mensongère[31].
- Gaston Flosse (sénateur) est condamné à six mois de prison avec sursis et 45 000 € d'amende pour déclaration mensongère de patrimoine[32].
- Alain Griset (ministre) est condamné à six mois de prison avec sursis, trois ans d'inéligibilité avec sursis pour déclaration mensongère de patrimoine[33].
- Jean-Paul Delevoye (gouvernement) est condamné à quatre mois de prison avec sursis et 15 000 € d'amende[34].
- Alfred Marie-Jeanne (député) est condamné à deux mois de prison avec sursis, deux ans d'inéligibilité et 100 000 € d'amende pour déclaration mensongère de patrimoine[35].
- Bernard Brochand (député) est condamné à un an de prison avec sursis, trois ans d'inéligibilité avec sursis et 375 000 € d'amende pour déclaration mensongère de patrimoine[36].

En septembre 2014, la procédure de contrôle fiscal des membres du Gouvernement a entraîné la démission de Thomas Thévenoud, alors secrétaire d'État au Commerce extérieur, neuf jours après sa nomination,,. Il est condamné pour fraude fiscale à un an de prison avec sursis et trois ans d’inéligibilité.

## Avis d'incompatibilité des projets de mobilité des anciens membres du Gouvernement vers le secteur privé
En matière de contrôle de la reconversion professionnelle, la Haute Autorité a rendu des avis d’incompatibilité concernant :
- Cédric O, qui souhaitait devenir administrateur d'Atos après avoir été ministre du Numérique[41],
- Jean-Baptiste Djebbari, qui souhaitait rejoindre CMA CGM en qualité de vice-président exécutif chargé du pôle spatial que la société envisage de créer après avoir été ministre des transports[hatvp 31],
- Frédérique Vidal, qui a souhaité rejoindre Skema Business School après son mandat de ministre de l’Enseignement supérieur et de la Recherche [42],
- Roselyne Bachelot, qui a souhaité être chroniqueuse sur France Musique après avoir été ministre de la Culture[42].

## Prises de position

### 2018: Michel Sapin
Michel Sapin, ministre de l’Économie et des Finances à la fin du mandat de François Hollande en 2016, est l'artisan de la loi sur la transparence, la lutte contre la corruption et la modernisation de la vie économique, plus communément appelé « loi Sapin II ». Parmi les thèmes abordés par le texte, la prévention et la sanction des pratiques de corruption, la protection des lanceurs d'alertes, ou encore l'encadrement des lobbies. Présenté en conseil des ministres le 30 mars 2016, le projet de loi a été définitivement adopté par le Parlement le 8 novembre 2016,
Dans son premier rapport annuel, la HATVP critique les « exigences réduites », les « restrictions excessives », et un « affaiblissement de la volonté du législateur » imputables à la publication du décret d'application, qui, selon le quotidien Libération, « avait vidé de sa substance l’essentiel de [la loi Sapin], ratifiée cinq mois plus tôt par le Parlement, visant à encadrer tant que se peut le lobbying ». Le décret d'application réduit drastiquement les obligations déclaratives des lobbyistes, notamment en n'exigeant pas la publication de leur agenda précis.
L'ancien ministre Michel Sapin justifie la publication du décret dans un contexte particulier, le surlendemain de l'élection d'Emmanuel Macron, en invoquant d'une part ses doutes sur la volonté de la nouvelle majorité de poursuivre le travail de transparence entrepris, et en rappelant d'autre part les réticences mentionnées par le Conseil constitutionnel. Michel Sapin rappelle que dans l’ultime ligne droite du décret d’application de sa loi Sapin II, le volet lobbying étant celui ou il avait « le plus de soucis », entre partisans du moins ou mieux disant déclaratif, « le président de la République se faisait le porte-parole de certains intérêts », pas forcément les plus transparents, là où François Hollande avait précédemment proclamé : « Les citoyens sauront qui est intervenu et à quel niveau auprès des décideurs publics ».

### 2019: fin du mandat de Jean-Louis Nadal
Jean-Louis Nadal, premier président de la HATPV de 2013 à 2019, appelle également avant son départ à renforcer « le contrôle des lobbyistes, ces représentants d’intérêts qui tentent d’influencer la loi et les décisions publiques dans un sens qui sert des intérêts particuliers ou une cause. Un objectif qui passera par l’amélioration des informations versées au tout nouveau registre des représentants d’intérêts créé par la loi du 9 décembre 2016 sur la transparence et la lutte contre la corruption, dite Sapin 2, et confié à la HATVP en juillet 2017 », « C’est un défi majeur, une idée centrale pour restaurer le lien de confiance sérieusement altéré dans notre société, déclare celui qui aura présidé l’autorité administrative indépendante depuis sa création en 2013. Les citoyens ont le droit de savoir comment se fabrique la loi et quelles interactions il y a entre les lobbyistes et les responsables publics, afin de savoir d’où viennent les décisions publiques et qui influence la loi. » Trois domaines particulièrement sensibles nécessitent un contrôle sans faille : « L’agriculture, l’environnement et la finance ».
Depuis janvier 2018, la loi impose à tous les « porteurs d’intérêts » de publier des rapports d’activité détaillant leurs actions de lobbying pour l’année précédente, moins de trois mois après l’arrêté des comptes, et les dépenses allouées dans un registre consultable par tous sur la plate-forme dénommée Agora. Fin 2019, le registre compte 2 000 inscrits avec 15 000 actions de lobbying répertoriées. Le constat de Jean-Louis Nadal est partagé par l’ONG anticorruption Transparency International, partisane d’une « révision rapide du décret qui a paramétré le registre en le limitant à des données lacunaires, vidant la loi de sa substance », « Le registre de la HATVP est encore trop lacunaire et ne permet pas une traçabilité de la décision publique. » Car parmi les vingt-deux entreprises et associations inscrites identifiées et inscrites sur le registre, « vingt n’y renseignent pas d’informations claires et accessibles sur leur position défendue vis-à-vis de la loi hydrocarbures ».

## Communication

Ancien logo

### Sources juridiques
- Les premières sources de l’article sont les lois relatives à la transparence de la vie publique (voir sur Légifrance le code électoral modifié par la loi organique no 2013-906 du 11 octobre 2013 relative à la transparence de la vie publique et la loi no 2013-907 du 11 octobre 2013 relative à la transparence de la vie publique)

1. ↑  Article 4 de la loi du 11 octobre 2013
2. ↑  Article LO 135-1 du code électoral
3. ↑  Article LO 135-2 du code électoral
4. 1 2 3 4 5 6 7 8  Article 11 de la loi du 11 octobre 2013 dans sa version résultant de la loi du 26 mars 2018
5. ↑  Article 26 de la loi du 11 octobre 2013
6. ↑  LOI no 2013-907 du 11 octobre 2013 relative à la transparence de la vie publique : Article 2, 11 octobre 2013 (lire en ligne)
7. 1 2  Articles 4 et 11 de la loi du 11 octobre 2013 ; articles LO 135-1 et LO 297 du code électoral
8. ↑  Article 20 (I.2) de la loi du 11 octobre 2013
9. ↑  Article 20 (I.3) de la loi du 11 octobre 2013
10. 1 2  Article 23 de la loi du 11 octobre 2013
11. ↑  Article 22 de la loi du 11 octobre 2013
12. ↑  Article 18-1 de la loi du 11 octobre 2013
13. ↑  Article 18-3 de la loi du 11 octobre 2013
14. 1 2  Article 20 (I.5) de la loi du 11 octobre 2013
15. ↑  Loi no 2013-907, article 20 (II)
16. ↑  LOI no 2013-907 du 11 octobre 2013 relative à la transparence de la vie publique : Article 20, 11 octobre 2013 (lire en ligne)
17. 1 2 3 4 5  Article 19 de la loi du 11 octobre 2013

- Autres lois, projets de loi, et décrets

1. ↑  Loi no 88-227 du 11 mars 1988 relative à la transparence financière de la vie politique
2. ↑  Décret no 96-763 du 1 septembre 1996 relatif à la commission pour la transparence financière de la vie politique
3. ↑  Loi no 2016-483 du 20 avril 2016 relative à la déontologie et aux droits et obligations des fonctionnaires
4. ↑  Loi no 2016-1090 du 8 août 2016 relative aux garanties statutaires, aux obligations déontologiques et au recrutement des magistrats ainsi qu’au Conseil supérieur de la magistrature
5. ↑  Conseil constitutionnel, décision no 2016-732 DC du 28 juillet 2016
6. ↑  Loi no 2016-1691 du 9 décembre 2016 relative à la transparence, à la lutte contre la corruption et à la modernisation de la vie économique
7. ↑  Loi organique no 2017-1338 du 15 septembre 2017 pour la confiance dans la vie politique et loi no 2017-1339 du 15 septembre 2017 pour la confiance dans la vie politique
8. ↑  Article 34 de la loi no 2019-828 du 6 août 2019 de transformation de la fonction publique
9. ↑  Loi no 2024-850 du 25 juillet 2024 visant à prévenir les ingérences étrangères en France
10. 1 2  Article 3 de la loi no 62-1292 du 6 novembre 1962 relative à l’élection du président de la République au suffrage universel
11. ↑  Décret no 2013-1212 du 23 décembre 2013 relatif aux déclarations de situation patrimoniale et déclarations d’intérêts adressées à la Haute Autorité pour la transparence de la vie publique
12. ↑  Article 10-1 et 10-1-1 de la loi organique no 94-100 du 5 février 1994 sur le Conseil supérieur de la magistrature et articles 31-2 à 31-4 du décret no 94-199 du 9 mars 1994 relatif au Conseil supérieur de la magistrature
13. ↑  Article 25 quinquies de la loi no 83-634 du 13 juillet 1983 portant droits et obligations des fonctionnaires et décret no 2016-1968 du 28 décembre 2016 relatif à l’obligation de transmission d’une déclaration de situation patrimoniale prévue à l'article 25 quinquies de la loi no 83-634 du 13 juillet 1983 portant droits et obligations des fonctionnaires
14. ↑  Article L4122-8 du code de la défense et décret no 2017-39 du 16 janvier 2017 relatif à l'obligation de transmission d'une déclaration de situation patrimoniale prévue à l'article L. 4122-8 du code de la défense
15. ↑  Article 26 de la loi no 58-1360 du 29 décembre 1958 portant loi organique relative au Conseil économique, social et environnemental
16. ↑  Article 25 ter de la loi no 83-634 du 13 juillet 1983 portant droits et obligations des fonctionnaires et décret no 2016-1967 du 28 décembre 2016 relatif à l’obligation de transmission d’une déclaration d’intérêts prévue à l’article 25 ter de la loi no 83-634 du 13 juillet 1983 portant droits et obligations des fonctionnaires, et, par exemple, arrêté du 8 janvier 2018 fixant la liste des emplois des ministères chargés de l'éducation nationale, de l'enseignement supérieur et de la recherche prévue à l'article 2 du décret no 2016-1967 du 28 décembre 2016 relatif à l'obligation de transmission d'une déclaration d'intérêts prévue à l'article 25 ter de la loi no 83-634 du 13 juillet 1983 portant droits et obligations des fonctionnaires
17. ↑  Article L4122-6 du code de la défense et décret no 2017-38 du 16 janvier 2017 relatif à l'obligation de transmission d'une déclaration de situation patrimoniale prévue à l'article L. 4122-6 du code de la défense
18. ↑  Article 7-2 de l’ordonnance no 58-1270 du 22 décembre 1958 portant loi organique relative au statut de la magistrature
19. ↑  Article L722-21 du Code de commerce
20. ↑  Article LO135-6 du code électoral,
21. ↑  Article 11 de la loi no 2017-1339 du 15 septembre 2017 pour la confiance dans la vie politique
22. ↑  Article 110 de la loi no 84-53 du 26 janvier 1984 portant dispositions statutaires relatives à la fonction publique territoriale
23. ↑  Article 122-18-1 du code des communes de la Nouvelle-Calédonie
24. ↑  Article 72-6 de l'ordonnance no 2005-10 du 4 janvier 2005 portant statut général des fonctionnaires des communes et des groupements de communes de la Polynésie française ainsi que de leurs établissements publics administratifs
25. ↑  Articles 64, 114 et 161 de la loi organique no 99-209 du 19 mars 1999 relative à la Nouvelle-Calédonie
26. ↑  Articles 86 et 129 de la loi organique no 2004-192 du 27 février 2004 portant statut d'autonomie de la Polynésie française
27. ↑  LOI no 2017-55 du 20 janvier 2017 portant statut général des autorités administratives indépendantes et des autorités publiques indépendantes : Article 21, 20 janvier 2017 (lire en ligne)
28. ↑  Règlement général adopté le 6 mars 2014, puis modifié le 10 septembre 2015, articles 12 et 1
29. ↑  Article 13 de la Constitution
30. ↑  Loi organique no 2010-837 du 23 juillet 2010 relative à l’application du cinquième alinéa de l’article 13 de la Constitution
31. ↑  Loi no 2010-838 du 23 juillet 2010 relative à l’application du cinquième alinéa de l'article 13 de la Constitution
32. 1 2  Décret no 2013-1204 du 23 décembre 2013 relatif à l’organisation et au fonctionnement de la Haute Autorité pour la transparence de la vie publique
33. ↑  « LOI no 2017-1837 du 30 décembre 2017 de finances pour 2018 | Legifrance », sur legifrance.gouv.fr (consulté le 2 février 2018)

### Sources primaires (hatvp)
1. 1 2  « La transparence, une nouvelle exigence démocratique », sur hatvp.fr (consulté le 18 janvier 2015)
2. ↑  « Nos publications « Haute Autorité pour la transparence de la vie publique », sur hatvp.fr (consulté le 2 février 2018)
3. ↑  Les dispositions sur certains magistrats administratifs n'ont pas été formellement censurées pas ne sont pas appliquées par extension de la décision du 28 juillet 2016. Voir le rapport de la HATVP de 2017 p. 119
4. ↑  « Pour la première fois, la Haute Autorité rend publiques les déclarations de patrimoine des candidats à l’élection présidentielle », sur hatvp.fr, 22 mars 2017 (consulté le 13 mai 2025)
5. ↑  Haute Autorité pour la transparence de la vie publique, Déclarations de patrimoine et d'intérêts : Guide du déclarant, Paris, Haute Autorité pour la transparence de la vie publique, mai 2019, 28 p., 30 cm (lire en ligne [PDF]).
6. ↑  « Consulter les délibérations et avis », sur hatvp.fr (consulté le 29 mai 2024)
7. ↑  Emeline Cazi, « La transparence permet aux citoyens de savoir qui sont leurs élus », sur HATVP, 27 juin 2014
8. ↑  « Répertoire », Le répertoire des représentants d'intérêts, sur hatvp.fr (consulté le 13 mai 2025)
9. ↑  « lignes directrices » [PDF], sur hatvp.fr
10. ↑  « Bilan des inscriptions au répertoire des représentants d’intérêts « Haute Autorité pour la transparence de la vie publique », sur hatvp.fr (consulté le 22 février 2018).
11. ↑  Renouer la confiance publique, 2015
12. ↑  « Rapport "Les clubs parlementaires" », sur hatvp.fr
13. ↑  « Rapport "La déontologie dans les établissements publics" », sur hatvp.fr
14. ↑  « Rapport "Open data et intégrité publique" », sur hatvp.fr
15. ↑  Rapport d'activité 2015
16. ↑  « Rapport d’activité 2016 » (consulté le 29 mai 2024)
17. ↑  « HATVP », sur www.hatvp.fr (consulté le 29 mai 2024)
18. ↑  « HATVP », sur www.hatvp.fr (consulté le 29 mai 2024)
19. ↑  « HATVP », sur www.hatvp.fr (consulté le 29 mai 2024)
20. ↑  « La Haute Autorité publie son rapport d’activité 2020 » (consulté le 29 mai 2024)
21. ↑  « La Haute Autorité publie la liste des représentants d’intérêts en défaut de déclaration au titre de 2021 » (consulté le 29 mai 2024)
22. ↑  « La Haute Autorité publie son rapport d’activité 2022 » (consulté le 29 mai 2024)
23. ↑  « Rapport d’activité 2023 de la Haute Autorité » (consulté le 29 mai 2024)
24. ↑  Communiqué de presse du 5 juin 2014
25. ↑  Communiqué de presse du 12 décembre 2014
26. ↑  Communiqué de presse du 9 juillet 2015
27. ↑  Communiqué de presse du 27 janvier 2016
28. ↑  « International » (consulté le 7 octobre 2022)
29. ↑  « Le collège », sur hatvp.fr (consulté le 16 avril 2025)
30. ↑  Rapport d'activité 2020 pp 97-99
31. ↑  « Délibération n° 2022-123 du 5 avril 2022 relative au projet de reconversion professionnelle de Monsieur Jean-Baptiste Djebbari », sur hatvp.fr
32. 1 2  « Avant son départ, le président de la HATVP Jean-Louis Nadal appelle à renforcer le contrôle du lobbying », sur hatvp.fr, 4 décembre 2019.

### Autres sources
1. ↑  Thomas Snégaroff, « La transparence de la vie politique à marche forcée (1988-2014) », sur France Info, 7 janvier 2015
2. ↑  Gilles Gaetner, « 1987: l'affaire Luchaire », L'Express,‎ 30 mars 1995 (lire en ligne)
3. ↑  Séguin, Philippe (1943-2010) et Homme politique français, Ministre des affaires sociales et de l'emploi de mars 1986 à mai 1988, « BnF Catalogue général », sur catalogue.bnf.fr, 1994 (consulté le 2 février 2018)
4. ↑  « Pour une nouvelle déontologie de la vie publique - Rapport de la Commission de réflexion pour la prévention des conflits d'intérêts dans la vie publique », sur ladocumentationfrancaise.fr (consulté le 2 février 2018)
5. ↑  « Pour un renouveau démocratique : rapport de la Commission de rénovation et de déontologie de la vie publique », sur ladocumentationfrancaise.fr (consulté le 2 février 2018)
6. ↑  Arnaud Focraud, « Transparence : une Haute autorité, pour quoi faire ? », Le Journal du dimanche,‎ 10 avril 2013 (lire en ligne, consulté le 16 avril 2016)
7. ↑  Patrick Roger, « Moralisation de la vie publique : ce qui peut changer », Le Monde,‎ 9 avril 2013 (lire en ligne)
8. ↑  Raphaëlle Bacqué, « La folie domestique du couple Thévenoud », Le Monde,‎ 11 septembre 2014 (lire en ligne)
9. ↑  Geoffroy Clavel, « Remaniement imminent: Hollande a soumis une série de noms à la Haute autorité pour la transparence », sur Le HuffPost, 8 février 2016 (consulté le 10 avril 2016)
10. ↑  Paule Gonzales, « Le conseiller spécial de Christiane Taubira sommé de démissionner », lefigaro.fr,‎ 16 juin 2014 (lire en ligne),Paul Cassia, « Quand la Haute autorité pour la transparence de la vie publique démissionne le conseiller spécial de la Garde des Sceaux », droits-justice-et-securites.fr,‎ 18 juin 2014 (lire en ligne)
11. ↑  « La médiatrice du crédit va quitter ses fonctions », Les Échos,‎ 6 octobre 2014 (www.lesechos.fr/06/10/2014/LesEchos/21786-126-ECH_la-mediatrice-du-credit-va-quitter-ses-fonctions.htm#)
12. ↑  Emeline Cazi, « Jean-Marie Le Guen a sous-évalué son patrimoine », Le Monde,‎ 27 juin 2014 (lire en ligne)
13. ↑  V. V., « Patrimoine : Le Guen avait sous-estimé ses biens », Le Journal du dimanche,‎ 27 juin 2014 (lire en ligne)
14. ↑  Antoine Izambard, « HATVP: Politiques, juges, lobbyistes… à l'heure de la transparence », Challenges,‎ 16 février 2016 (lire en ligne) (consulté le 11 avril 2016)
15. ↑  (en-US) « Home - Network for Integrity », sur networkforintegrity.org (consulté le 2 février 2018)
16. ↑  « https://www.legifrance.gouv.fr/jorf/id/JORFTEXT000028345944 »
17. ↑  « https://www.legifrance.gouv.fr/jorf/id/JORFTEXT000041497425 »
18. ↑  « https://www.legifrance.gouv.fr/jorf/id/JORFTEXT000050246032 »
19. ↑  « https://www.legifrance.gouv.fr/jorf/id/JORFTEXT000050254064 »
20. ↑  « https://www.legifrance.gouv.fr/jorf/id/JORFTEXT000051381116 »
21. ↑  Virginie Klès, « Avis no 162 (2013-2014) fait au nom de la commission des lois sur le projet de loi de finances pour 2014. TOME XVII : Protection des droits et libertés », sur senat.fr, 21 novembre 2013
22. ↑  Jean-Yves LECONTE, « Avis no 170 (2015-2016) fait au nom de la commission des lois sur le projet de loi de finances pour 2016. TOME XII : Protection des droits et libertés », sur senat.fr, 19 novembre 2015
23. ↑  Sophie des Déserts, « Dans les coulisses de la HATVP, vigie de la République devenue bête noire des politiques », Libération, 30 novembre 2023 (consulté le 30 novembre 2023)
24. ↑  « Didier Migaud, président de la Haute Autorité pour la transparence de la vie publique : « Pour la première fois, neuf ministres ont déposé leurs déclarations en retard. Rien ne peut le justifier » », Le Monde,‎ 29 mai 2024 (lire en ligne, consulté le 29 mai 2024)
25. ↑  « Yamina Benguigui condamnée à un an d’inéligibilité pour ne pas avoir déclaré tout son patrimoine », Le Monde,‎ 27 septembre 2016 (lire en ligne, consulté le 27 mai 2020)
26. ↑  AFP, « Compte en Suisse : l'ex-député de l'Oise Lucien Degauchy condamné à 4 mois de prison avec sursis », sur France 3 Hauts-de-France, 6 octobre 2017
27. ↑  AFP, « La députée Les Républicains Josette Pons condamnée pour sous-évaluation de patrimoine », Le Monde, 4 novembre 2016 (consulté le 27 mai 2020)
28. ↑  « Compte en Suisse : le sénateur LR Bruno Sido condamné à 6 mois de prison avec sursis », Le Parisien, 12 avril 2016
29. ↑  AFP, « Blanchiment de fraude fiscale: l'ex-député Dominique Tian définitivement condamné », Le Figaro, 21 octobre 2020
30. ↑  AFP, « Cambrai: le maire François-Xavier Villain condamné à du sursis pour non-déclaration à la HATVP », La Voix du Nord, 3 mars 2021
31. ↑  Renaud Lecadre, « En cassation, les Balkany restent définitivement condamnés mais rentrent au Moulin », Libération,‎ 30 juin 2021 (lire en ligne)
32. ↑  AFP, « Gaston Flosse condamné à 6 mois de prison ferme », Le Figaro, 8 décembre 2021
33. ↑  AFP, « Déclaration partielle de patrimoine : Alain Griset condamné à six mois de prison avec sursis », sur Europe 1, 8 décembre 2021
34. ↑  AFP, « Déclaration d'intérêts : l'ancien haut-commissaire aux retraites Jean-Paul Delevoye condamné à quatre mois de prison avec sursis », sur France Info, 2 décembre 2021
35. ↑  « Omission de déclaration de patrimoine : 2 mois de prison avec sursis pour l'ex-député Alfred Marie-Jeanne », Le Figaro, 5 avril 2022
36. ↑  « Cannes : Bernard Brochand condamné à un an de prison avec sursis pour un compte non déclaré en Suisse », sur France 3 Provence-Alpes-Côte d'Azur, 5 avril 2022
37. ↑  Nicolas Chapuis, « Thévenoud contraint à démissionner du gouvernement pour s'être soustrait au fisc », Le Monde,‎ 4 septembre 2014 (lire en ligne, consulté le 10 avril 2016)
38. ↑  « Comment la Haute Autorité a fait "tomber" Thévenoud », Libération,‎ 5 septembre 2014 (lire en ligne, consulté le 10 avril 2016)
39. ↑  Thomas Thévenoud, Une phobie française, Paris, éditions Grasset, mars 2016, 336 p. (ISBN 978-2-246-85945-1, présentation en ligne)
40. ↑  AFP, « Fraude fiscale : condamnation définitive de l’ex-ministre Thomas Thévenoud », Le Parisien, 12 septembre 2019
41. ↑  « Pantouflage : la HATVP émet des réserves à la reconversion de l'ex-ministre Cédric O », Marianne, 28 juin 2023
42. 1 2  Marin Delacoux, « Vidal, Bachelot, Djebbari : ces ex-ministres qui se heurtent à la HATVP pour leur reconversion », sur Radio France, 5 août 2022
43. ↑  Renaud Lecadre, « Loi Sapin II : de la bravade à la dérobade », Libération,‎ 30 mai 2018 (lire en ligne, consulté le 26 décembre 2019)
44. ↑  La loi Sapin II arrive tronquée en conseil des ministres, La Croix, 30 mars 2016
45. ↑  « Le projet de loi Sapin 2 contre la corruption adopté par le Parlement », 20 Minutes,‎ 8 novembre 2016 (lire en ligne, consulté le 16 novembre 2016)
46. 1 2 3  Renaud Lecadre, « Michel Sapin défend son rôle et ses textes sur le lobbying », Libération,‎ 31 mai 2018 (lire en ligne, consulté le 31 mai 2018)